# Vlastimil Plavucha
Vlastimil Plavucha (né le 6 novembre 1968 à Banská Bystrica en Tchécoslovaquie) est un joueur professionnel slovaque de hockey sur glace devenu dirigeant. Il évolue au poste de défenseur.

## Biographie

### Carrière en club
Il commence sa carrière en 1990 avec le HC Košice dans le championnat de Tchécoslovaquie. Il remporte l'Extraliga Slovaque en 1996 et 1997 ainsi que la Coupe continentale 1998. Il évolue en République tchèque et en Suisse en 2000-2001. Il ajoute une deuxième Coupe Continentale à son palmarès en 2005
avec le HKm Zvolen. Il met un terme à sa carrière en 2007 après une saison avec le HC Banská Bystrica.

### Carrière internationale
Il représente la Slovaquie au niveau international.
Il prend part aux Jeux olympiques de 1994 et de 1998. Il remporte la médaille d'argent du championnat du monde 2000.

## Trophées et honneurs personnels

### Extraliga slovaque
- 1995 : termine meilleur buteur.
- 1998 : termine meilleur pointeur.
- 1998 : nommé dans l'équipe d'étoiles.
- 2000 : nommé dans l'équipe d'étoiles.

## Statistiques

### En club
| Saison    | Équipe             | Ligue              |    | Saison régulière | Saison régulière | Saison régulière | Saison régulière | Saison régulière |   | Séries éliminatoires | Séries éliminatoires | Séries éliminatoires | Séries éliminatoires | Séries éliminatoires |
| Saison    | Équipe             | Ligue              | PJ | B                | A                | Pts              | Pun              | PJ               | B | A                    | Pts                  | Pun                  |                      |                      |
| 1990-1991 | HC Košice          | Tchécoslovaquie    | 43 | 20               | 8                | 28               | 18               | 4                | 2 | 1                    | 3                    | 0                    |                      |                      |
| 1991-1992 | HC Košice          | Tchécoslovaquie    | 32 | 16               | 10               | 26               |                  | -                | - | -                    | -                    | -                    |                      |                      |
| 1992-1993 | HC Košice          | Tchécoslovaquie    | 46 | 25               | 19               | 44               |                  | -                | - | -                    | -                    | -                    |                      |                      |
| 1993-1994 | HC Košice          | Extraliga slovaque | 45 | 30               | 14               | 44               |                  | -                | - | -                    | -                    | -                    |                      |                      |
| 1994-1995 | HC Košice          | Extraliga slovaque | 36 | 35               | 18               | 53               | 24               | -                | - | -                    | -                    | -                    |                      |                      |
| 1995-1996 | HC Košice          | Extraliga slovaque | 47 | 34               | 36               | 70               | 89               | -                | - | -                    | -                    | -                    |                      |                      |
| 1996-1997 | HC Košice          | Extraliga slovaque | 52 | 33               | 41               | 74               | 58               | -                | - | -                    | -                    | -                    |                      |                      |
| 1997-1998 | HC Košice          | Extraliga slovaque | 46 | 37               | 25               | 62               | 97               | -                | - | -                    | -                    | -                    |                      |                      |
| 1998-1999 | HKm Zvolen         | Extraliga slovaque | 28 | 7                | 12               | 19               | 18               | -                | - | -                    | -                    | -                    |                      |                      |
| 1999-2000 | HKm Zvolen         | Extraliga slovaque | 54 | 43               | 29               | 72               | 76               | -                | - | -                    | -                    | -                    |                      |                      |
| 2000-2001 | HC Oceláři Třinec  | Extraliga tchèque  | 4  | 2                | 1                | 3                | 4                | -                | - | -                    | -                    | -                    |                      |                      |
| 2000-2001 | SC Langnau Tigers  | LNA                | 26 | 12               | 9                | 21               | 16               | 1                | 0 | 1                    | 1                    | 0                    |                      |                      |
| 2001-2002 | HKm Zvolen         | Extraliga slovaque | 30 | 14               | 11               | 25               | 54               | -                | - | -                    | -                    | -                    |                      |                      |
| 2004-2005 | HKm Zvolen         | Extraliga slovaque | 46 | 16               | 13               | 29               | 42               | 17               | 4 | 5                    | 9                    | 53                   |                      |                      |
| 2005-2006 | HKm Zvolen         | Extraliga slovaque | 26 | 16               | 11               | 27               | 65               | 4                | 1 | 2                    | 3                    | 14                   |                      |                      |
| 2005-2006 | HC Banská Bystrica | 1.liga slovaque    | 1  | 2                | 1                | 3                | 0                | -                | - | -                    | -                    | -                    |                      |                      |
| 2006-2007 | HC Banská Bystrica | 1.liga slovaque    | 26 | 14               | 11               | 25               | 42               | -                | - | -                    | -                    | -                    |                      |                      |